# Vasudeva II.
Vasudeva II. (srednje brahmansko      Vā-su-de-va) je bil cesar Kušanskega cesarstva, ki je vladal od okoli leta 275 do 300. Bil je verjetno naslednik Kaniške III. in morda predhodnik Šake Kušana. 
Vasudeva II. je bil verjetno samo lokalni vladar na območju Taksile v zahodnem Pendžabu pod suverenostjo Guptskega imperija. Bil je sodobnik Hormizda I. Kušanšaha, saj je znano, da je prekoval veliko količino zgodnjih bakrenih Hormizdovih kovancev z ozemlja  južno od Hindukuša.
- Dinar Vasudeve II.
- Bronast kovanec z Vasudevo na prestolu, kovan okoli 290-310